# Virginia Cornejo
Virginia María Cornejo (Salta, 18 de octubre de 1951) es una licenciada en turismo y política argentina. Actualmente se desempeña como Diputada Nacional dentro del bloque del PRO y dentro del interbloque de Juntos por el Cambio. Representa a la Provincia de Salta en la Cámara de Diputados de la Nación Argentina.

## Biografía

### Vida personal
Virginia María Cornejo nació el 18 de octubre de 1951 en la Ciudad de Salta, capital departamental del Departamento de la Capital. Realizó sus estudios secundarios en el Colegio Normal Nacional de Salta y en el Colegio de Jesús. Es Licenciada en Turismo y actualmente tiene cuatro hijos y nueve nietos.
En la actividad privada Virginia se desempeñó como empresaria del área de servicios y en la estatal como guía provincial de turismo.

## Carrera política

### Comienzos
Virginia Cornejo comienza dentro de lo que es la política en el año 1970 cuando es nombrada responsable del área de turismo de la Casa de Salta, organismo ubicado en la Ciudad de Buenos Aires para representar a la provincia homónima, cargo que mantuvo hasta el año 1971. En el año 1993 Cornejo es designada como directora de acción social de la Municipalidad de Salta, puesto que desempeñó hasta el año 1995.
En las Elecciones legislativas de Argentina de 2003, Virginia fue candidata a diputada nacional en segundo término por detrás de Carlos Sosa, dentro del Partido Renovador de Salta. El PRS salió segundo en las elecciones con un total de 95.845 votos que significaron la obtención de una sola banca legislativa, por lo tanto Virginia no pudo ingresar a la cámara baja argentina.

### Diputada Provincial
Virginia Cornejo en el año 2005 es candidata a diputada provincial por el Departamento de la Capital dentro de las filas del Partido Renovador de Salta. Los resultados del partido le permitieron obtener una banca para el periodo 2005-2009 en la Cámara de Diputados de la Provincia de Salta. En el año 2007, Cornejo abandona su partido para integrarse al PPS (Partido Propuesta Salteña) debido a las diferencias que tenía con la conducción ya que esta había establecido una alianza con el kirchnerismo, algo que no iba con los valores de los renovadores según los dirigentes que fundaron el PPS. Ese mismo año se presenta como candidata a senadora nacional por detrás de Luis García Salado en las filas del PPS, apoyando la candidatura presidencial de Roberto Lavagna y la candidatura a diputado nacional de José Miguel Gauffin.
En el año 2009, Cornejo busca la renovación de su banca como candidata del PPS dentro del Acuerdo Cívico y Social. El acuerdo estaba compuesto por exrenovadores, radicales y socialistas. En la categoría de diputados provinciales lograron un 10,08% de los votos válidos, poco más de diez mil voluntades, eso le permitiría a la diputada renovar su banca por el periodo 2009-2013.
El rol de Cornejo en la Cámara de Diputados de la Provincia de Salta fue el de opositora debido a que el órgano legislativo estaba compuesto más que nada por diputados que respondían al gobierno .Entre sus logros como diputada está el haber logrado una auditoría para controlar las contrataciones irregulares del gobierno provincial sobre los kits escolares y sobre la digitalización de archivos históricos. Envió una carta documento a un ministro por el caso Plumada en el que el gobierno provincial pagaba trece millones de peso por año para que la empresa guardara documentación oficial, realizó dos denuncias penales contra dos ministros por la compra sin autorización presupuestaria de un avión por parte de la Provincia de Salta. Entre sus propuestas legislativas se pueden encontrar la creación de una Administración General de Edificios Educativos; la derogación de la emergencia en materia de educación; la exigencia de que el IPS cubra las prestaciones a la discapacidad como mandan los fallos judiciales y la ley 24.901, entre otros proyectos más.

### Candidaturas del 2011 y 2013
Virginia Cornejo es elegida por sus compañeros de partido como Presidente del Partido Propuesta Salteña por el periodo 2010-2012 mientras era diputada provincial.
Virginia en el año 2011 sería tercer candidata a diputada nacional por la UDeSo (Unión para el Desarrollo Social) por detrás de Bernardo Biella y Claudia Silvina Vargas. En las elecciones de ese año lograrían 103.162 votos pero perderían contra el Frente para la Victoria que obtendría 332.671 voluntades. La lista que integraba Virginia obtendría un escaño legislativo que sería ocupado por el doctor Biella y las otras tres bancas en juego serían para Kosiner, Fiore y Vilariño del FPV.
El año 2013 encuentra a Virginia Cornejo siendo precandidata a senadora nacional en segundo término, acompañando a Bernardo Biella. Ambos eran candidatos del frente Unión por la República. Los candidatos a diputados nacionales que adhirieron a esa lista fueron Claudia Silvina Vargas y Carlos Morello en primer y segundo puesto respectivamente. Cornejo realizaba campaña diciendo que sería una representante que controlaría al poder ejecutivo y que no sería una dirigente que buscase réditos personales y beneficios económicos. De todas maneras los resultados obtenidos por el frente en la categoría de senadores nacionales sería muy pobre con un total de 48.690 votos contra los resultados arriba de los cien mil votos de los frentes liderados por Rodolfo Urtubey, Juan Carlos Romero y Alfredo Olmedo. Los magros resultados llevarían a que la lista de senadores se baje respecto a las elecciones generales.
Virginia también se presenta para renovar su banca como diputada provincial por el Partido Propuesta Salteña en el 2013, yendo a una interna con el hijo del exgobernador Álvaro Ulloa. Cornejo ganaría la candidatura venciendo a su rival con un total de 5.653 votos contra los 4.735	cosechados por expresidente del Concejo Deliberante de la Ciudad de Salta. En las elecciones generales del 2013 Cornejo aumentaría su caudal de votos a 7.494 votos pero no le alcanzarían para renovar su escaño en la cámara baja de la Provincia de Salta.

### Concejal de la Ciudad de Salta
Virginia Cornejo en el año 2015 vuelve al ruedo político como candidata a concejal por la lista del PRO en Salta. Su partido hizo una alianza electoral con el espacio liderado por Mauricio Macri e impulsó a Virginia para el concejo deliberante y a Martín de los Ríos, presidente del PRO salteño, para la Cámara de Diputados de la Provincia de Salta. En las PASO, la lista liderada por Cornejo sacó un total de 19.005 votos siendo el quinto espacio político más elegido por los vecinos. Virginia logró un total de 29.349 votos en las elecciones generales repitiendo el quinto lugar entre los espacios más votados. Los números obtenidos significaron la obtención de tres bancas para el frente.
Vicky juró entonces como concejal por el periodo 2015-2017 y conformó el bloque PRO y el interbloque Cambiemos. Bloques que presidiría. Dentro de su labor como concejal se destaca la presidencia de la Comisión de Tránsito, Transporte y Seguridad Vial, además de integrar las comisiones de legislación general, la de hacienda, presupuesto y cuenta y también la de acción social y becas dentro del Concejo Deliberante de la Ciudad de Salta es la elaboración de la propuesta GIRU Gestión Integral de los Residuos Urbanos.
Su mandato venció en 2017 y Cornejo no se presentó a ningún cargo electivo. De todas maneras Virginia se quejó por haberse quedado fuera del armado de las listas en ese año.ese mismo año
se desató el conflicto por la presidencia de la Unión Cívica Radical de Salta donde fue elegido sin ningún tipo de oposición de Soledad Farfán, surgió el reclamo de la lista opositora Unión Radical. Según la denuncia acompañada por Cornejo ,establecen que hubo medidas fraudulentas por parte Miguel Nanni, ex presidente del bloque radical. Nanni,recibió una denuncia por parte del titular del bloque opositor, Alberto Salim. Según lo que sostiene el radical, la medida de autoproclamación que hizo el espacio de Nanni fue fraudulenta.

### Diputada Nacional
Virginia se presentaría como candidata a diputada nacional por el frente Juntos por el Cambio, secundando la lista del radical y diputado nacional en ejercicio, Miguel Nanni. En las Elecciones PASO, la lista encabezada por Nanni y Cornejo debía dirimir la candidatura a diputados nacionales contra el senador provincial por el Departamento Guachipas, José Ibarra. La lista del radical y de Virginia se impuso con un total de 122.670 votos contra los magros 18.121 obtenidos por el gremialista de los taxis. Los resultados confirmarían el orden de la lista y las precandidaturas se oficializarían en candidaturas. En las elecciones generales la lista de diputados nacionales de Juntos por el Cambio saldría segunda con un total de 235.481 votos que representaban el 35% de los votos válidos. Esos resultados significaban la obtención de dos bancas para la lista de Nanni, siendo este y Cornejo quienes pasarían a ocupar bancas legislativas en la cámara baja de la Nación Argentina.
Virginia en un primer momento como diputada conformó el bloque Partido Propuesta Salteña dentro del interbloque Juntos por el Cambio pero luego de un tiempo decidió sumarse a la bancada del PRO. Como diputada nacional Virginia presentó un proyecto para que se declare la emergencia del sector turístico del país en medio de la pandemia de COVID-19, sustentando su proyecto en que es necesario ayudar a uno de los sectores más golpeados por la pandemia.
En septiembre de 2020, Virginia renuncia al partido que supo presidir por su giro ideológico hacia el kirchnerismo-peronismo, sumándose oficialmente al partido Propuesta Republicana, aliado en muchas de las elecciones que afrontó como candidata.
En su ejercicio como diputada nacional se presentó como la sexta candidata a convencional constituyente del departamento capital para la reforma de la constitución de la provincia de Salta de 2021 en las filas de Juntos por el Cambio+, la versión local de Juntos por el Cambio a nivel nacional.
En 2023 Virginia Cornejo fue una de las dirigentes del PRO que apoyó la constitución de Juntos por el Cambio sin intenciones de romperlo debido a la propuesta de Miguel Nanni de incorporar al Frente Plural de Matías Posadas. Una vez que la justicia los habilitó Virginia fue elegida como candidata a vicegobernadora del radical Nanni. Miguel y Virginia obtuvieron 122.766 votos, un total de 17,27% de los votos y lograron ser la segunda fuerza política por delante de Avancemos, el frente de los diputados Emiliano Estrada y Carlos Zapata, ex juntos por el cambio, de todas maneras fue la tercera peor elección provincial de Juntos por el Cambio durante 2023 solo por delante del fracturado JxC en Neuquén y Tierra del Fuego.
En las nacionales de dicho año Virginia era número puesto para secundar a Nanni en búsqueda de las bancas del congreso de la nación pero finalmente Cornejo sería desplazada bajo promesa de integrar equipos técnicos en la presidencia de Patricia Bullrich y en su lugar fue ubicada la secretaria del gobernador Gustavo Sáenz, Eugenia De Vita.